# اس‌اس اوداسیوس (۱۹۱۳)
اس‌اس اوداسیوس (۱۹۱۳) (به انگلیسی: SS Audacious (1913)) یک کشتی باری آمریکایی بود که در جنگ جهانی دوم از آن استفاده می شد. طول آن ۴۳۷ فوت (۱۳۳٫۲ متر) بود. این کشتی در سال ۱۹۱۳ ساخته شد.این کشتی در ژوئن 1944 در سواحل نرماندی غرق شد.